# HousingAnywhere
 (février 2025).
HousingAnywhere est une plateforme de location à moyen terme fondée en 2009 et basée à Rotterdam, aux Pays-Bas,,. L'entreprise est spécialisée dans la mise en relation d'étudiants et de professionnels internationaux avec des fournisseurs de biens immobiliers, par le biais de sa plateforme en ligne, incluant des systèmes de réservation et de paiement,,.

## Historique
En 2009, le fondateur de HousingAnywhere, Niels Van Deuren, préparait un diplôme en administration des affaires internationales à la Rotterdam School of Management, qui incluait un échange d'un semestre à l'Université Nationale de Singapour,. Il a alors été confronté à la difficulté de trouver un logement à Singapour tout en sous-louant sa chambre étudiant aux Pays-Bas, et il a eu l'idée de HousingAnyhwere. Il a alors créé HousingAnywhere.com, un forum de messagerie entre étudiants pour la sous-location de chambres. Dans les années qui ont suivi, la plateforme a étendu ses services à d'autres pays européens, incluant l'Espagne, la France, l'Allemagne et le Danemark,,.
Le modèle commercial de HousingAnywhere reposait sur la vente d'abonnements aux universités moyennant une redevance. Les universités faisaient la promotion des services sur leurs propres canaux de communication afin que les étudiants puissent voir les logements disponibles pour eux. Les étudiants qui disposaient d'un logement et qui étaient sur le point de s'engager dans un échange annonçaient leurs propriétés sur la plateforme, tandis que les étudiants intéressés répondaient en faisant part de leurs besoins.
En 2014, la plateforme a développé son propre système de réservation intégré, qui a transformé un forum de messagerie entre étudiants en une plateforme de location basée sur un modèle de réservation. Djordy Seelmann, actuel PDG de HousingAnywhere, nommé en 2018, a été impliqué dès le début dans le développement du produit pour la plateforme de réservation,,.
En 2015, HousingAnywhere a obtenu un financement initial dans le cadre d'un tour de table de démarrage, suivi d'un financement de 5 millions d'euros dans le cadre d'un tour de table de série A auprès de la société de capital-risque henQ et de Real Web, opérateur d'immobiliare.it, en 2017,.
En 2017, HousingAnywhere a été reconnue comme la 4ème entreprise la plus innovante des Pays-Bas et la 1ère de Rotterdam par la Chambre de Commerce des Pays-Bas.
La société a reçu 6 millions d'euros en financement de série B mené par Vostok New Ventures, ainsi que par les investisseurs existants Real Web et henQ en 2018,,.
HousingAnywhere a levé 24 millions d'euros dans le cadre d'un financement de série C et a acquis Kamernet pour étendre sa présence aux Pays-Bas et dans d'autres pays européens en 2021,.
En juin 2023, les activités d’HousingAnywhere se sont étendues à des villes importantes du Royaume-Uni et des États-Unis. L’entreprise a également obtenu un financement par emprunt de 8 millions d'euros auprès de BNP Paribas en 2023,,,,.
Dans le classement Deloitte Tech Fast 50 pour les Pays-Bas, elle a obtenu la 21ème place en 2023 et la 36ème place en 2022,. L'entreprise a été récompensée par DISQ en 2023, 2022 et 2021,,.
| # | Date         | Entreprise                            | Notes | Ref(s). |
| - | ------------ | ------------------------------------- | --- | ------- |
| 1 | Août 2012    | HousingExchange.it                    | Plateforme italienne pour les étudiants internationaux.                                                                               |         |
| 2 | Juin 2014    | casaswap.com                          | Plateforme danoise permettant aux étudiants partant à l'étranger pour un semestre d'échange ou un stage de sous-louer leurs chambres. |         |
| 3 | Janvier 2020 | Studenten-WG                          | Site de petites annonces allemand avec trois millions d'utilisateurs et 20 000 annonces actives.                                      | [ 26 ]  |
| 4 | Mars 2020    | Rentmate                              | Plateforme de location islandaise | [ 27 ]  |
| 5 | 2021         | StanzaZoo                             | Plateforme de petites annonces italienne                                                                                              | ,       |
| 6 | 2021         | Kamernet                              | Plateforme néerlandaise de logement étudiant                                                                                          | ,       |
| 7 | 2022         | Studapart (participation majoritaire) | Plateforme française de logement étudiant                                                                                             | ,       |

## Activités
HousingAnywhere est une plateforme de location à moyen terme qui permet aux étudiants et aux professionnels de trouver un logement à l'étranger,,. La plateforme permet d'effectuer des visites et des réservations en ligne et de percevoir les loyers et d'autres frais grâce à son système de paiement. Son siège social se trouve à Rotterdam et elle est présente dans 125 villes aux États-Unis et en Europe. Elle est en partenariat avec plus de 300 universités partenaires et, avec ses marques sœurs Kamernet et Studapart, compte plus de 30 millions d'utilisateurs par an,. 
HousingAnywhere chapeaute trois marques : HousingAnywhere, Kamernet (acquis à 100%) et Studapart (participation majoritaire).
Djordy Seelmann est le PDG de l’entreprise depuis le mois d’avril 2018. En 2023, Jim Bijwaard a été nommé directeur d’exploitation,.
En mars 2022, HousingAnywhere a lancé une plateforme de logement dédiée pour soutenir les personnes déplacées touchées par la guerre en Ukraine,.